# 竹内純子
竹内 純子（たけうち すみこ、1971年 - ）は、NPO法人国際環境経済研究所理事、21世紀政策研究所副主査。東北大学特任教授。元東京電力社員。

## 来歴
- 1990年、東京学芸大学附属高等学校卒業
- 1994年、慶應義塾大学法学部法律学科卒業
- 1994年、東京電力株式会社入社。
- 1999年、東京電力初の「人材公募」に応募。東京電力は尾瀬の土地の7割を所有しており、竹内は尾瀬の湿原の保護の業務に携わった。同氏は尾瀬保護財団の設立メンバーでもある（設立は1995年、事実要確認）。東京電力の所有する尾瀬戸倉山林は、2009年8月にフォレストック認定を、2010年2月にFSC認証を取得している。木道（全長65km）、公衆トイレ等の公共的施設の整備や、荒廃した湿原の回復作業に取り組む一方、「みんなの尾瀬をみんなでまもる」を提唱し、尾瀬戸倉山林における「ブナ植林ボランティア」、尾瀬のゴミを拾う「グリーンボランティア」など、市民と共同した活動を積極的に展開した。
- 2011年末退社し、NPO法人国際環境経済研究所主席研究員に就任。また21世紀政策研究所で森嶌昭夫名古屋大学名誉教授が主査を務める原子力損害賠償・事業体制検討委員会の副主査を務める。その他、企業の環境対策・広報・CSRなどについて特に原子力問題（損害賠償法制）や再生可能エネルギー問題、ドイツのエネルギー事情を中心に研究・提言を行っている。後に飯田哲也がドイツの再生可能エネルギー事情について否定的に紹介した川口マーン惠美を「厚顔無恥」と批判したのに対して、竹内は川口を擁護、飯田を批判した[2]。
- 2016年4月、筑波大学客員教授。同年10月、アクセンチュア外部アドバイザー。
- 2018年4月、関西大学客員教授、マッキンゼー・アンド・カンパニー外部アドバイザー。
- 2019年6月、日本紙パルプ商事取締役。
- 2020年4月、東北大学特任教授。
- 2022年7月、GX実行会議構成員[3]。
- 2024年6月、日本製鉄取締役[4]。

## 出演
- 朝まで生テレビ!（テレビ朝日）
  - 「激論！原発事故から６年・教訓と課題」（2017年4月1日）
  - 「激論！森友・原発・安倍政権」（2018年3月31日）
  - 「激論！原発と日本のエネルギー政策」（2019年3月30日）
  - 「激論！福島原発事故10年　ド～する？！日本のエネルギー」（2021年2月27日）
  - 「激論！ド～する？！脱炭素と原発」（2022年2月26日）
- 羽鳥慎一モーニングショー（2019年9月17日、2021年11月4日、テレビ朝日)
- エネルギーと社会　第１３回「エネルギーの有効利用と省エネルギー」（2022年3月22日、放送大学ｏｎ)　※2019年度制作
- ひるおび!（2022年3月22日、TBS）
- ゴゴスマ -GO GO!Smile!-（2022年3月22日、CBC）
- ニュースウオッチ9（2022年3月22日、NHK）
- NHKジャーナル（2022年3月22日、NHKラジオ）

## 著書
- 『みんなの自然をみんなで守る20のヒント』 山と溪谷社 2010年 ISBN 9784635886222
- 『誤解だらけの電力問題』ウエッジ 2014年 ISBN 9784863101258
- 『原発は“安全”か: たった一人の福島事故報告書』小学館　2017年　ISBN 978-4093885287
- 『エネルギー産業の2050年 Utility3.0へのゲームチェンジ』 日本経済新聞出版　2017年 ISBN 978-4532321703

## 論文
- 国立情報学研究所収録論文 - 国立情報学研究所
- 新たな原子力損害賠償制度の構築に向けて」の一部を執筆